# وینزر، بارکشر
latitudeوینزر، بارکشرlongitudeوینزر، بارکشر
وینزِر (به انگلیسی: Windsor) (آوایش انگلیسی: /ˈwɪnzər/) یک شهر تاریخی سلطنتی و اقتصادمحور در منطقهٔ بارکشر است که در جنوب شرقی انگلستان واقع شده‌است.

## خصوصیات
قلعهٔ معروف وینزر در این شهر قرار دارد و از گذشته‌های دورِ محل زندگی پادشاهان و خانواده‌های سلطنتی بریتانیا بوده‌است.